# Into the Electric Castle
Into the Electric Castle (sottotitolo A Space Opera) è il terzo album in studio del gruppo musicale olandese Ayreon, pubblicato nel 1998 dalla Transmission Records.

## Tracce
Testi e musiche di Arjen Anthony Lucassen, eccetto dove indicato.
CD 1
1. Welcome to the New Dimension – 3:05 (testo: Arjen Anthony Lucassen, Peter Daltrey)
2. Isis and Osiris – 11:11 (testo: Arjen Anthony Lucassen, Fish)
3. Amazing Flight – 10:15 (testo: Arjen Anthony Lucassen, Jay van Feggelen)
4. Time Beyond Time – 6:05
5. The Decision Tree (We're Alive) – 6:24 (testo: Arjen Anthony Lucassen, Fish)
6. Tunnel of Light – 4:05 (testo: Arjen Anthony Lucassen, Fish, Anneke van Giersbergen)
7. Across the Rainbow Bridge – 6:20

CD 2
1. The Garden of Emotions – 9:40
2. Valley of the Queens – 2:25
3. The Castle Hall – 5:49
4. Tower of Hope – 4:54
5. Cosmic Fusion – 7:27
6. The Mirror Maze – 6:34
7. Evil Devolution – 6:31
8. The Two Gates – 6:28
9. "Forever" of the Stars – 2:02 (testo: Arjen Anthony Lucassen, Peter Daltrey)
10. Another Time, Another Space – 5:20

## Formazione
Musicisti
- Fish – voce di Highlander
- Sharon den Adel – voce di Indian
- Edwin Balogh – voce di Roman
- Damian Wilson – voce di Knight
- Anneke van Giersbergen – voce di Egyptian
- Jay van Feggelen – voce di Barbarian
- Arjen Anthony Lucassen – voce di Hippie, chitarra elettrica, chitarra acustica, mandolino, basso, minimoog, mellotron, tastiera
- Edward Reekers – voce di Futureman
- Peter Daltrey – voce di Voice
- Robert Westerholt, George Oosthoek – voci di Death
- Robby Valentine – pianoforte, assolo di sintetizzatore (CD 1: tracce 2A e 3A, CD 2: traccia 4), mellotron (CD 2: traccia 6A)
- Roland Bakker – organo Hammond
- Ed Warby – batteria
- Jack Pisters – sitar
- Ernő Oláh – violino
- Taco Kooistra – violoncello
- Clive Nolan – assolo di sintetizzatore (CD 1: tracce 3C)
- Thijs van Leer – flauto (CD 1: tracce 3C e 4, CD 2: tracce 2 e 3)
- Rene Merkelbach – assolo di sintetizzatore (CD 1: traccia 5, CD 2: traccia 7), clavicembalo (CD 2: traccia 2)
- Ton Scherpenzeel – assolo di sintetizzatore (CD 2: traccia 5C)

Produzione
- Arjen Anthony Lucassen – produzione, missaggio
- Oscar Holleman – missaggio
- Peter van 't Riet – mastering